# Wildemann
Wildemanner en by i Landkreis Goslar, i den tyske delstat Niedersachsen. Den ligger i den vestlige del af bjergkæden Harzen, nordvest for Clausthal-Zellerfeld, som den 1. Januar 2015 blev en del af.
Wildemann der ligger i dalen til floden Innerste, blev grundlagt som mineby af bjergværksfolk fra Erzgebirge i 1529.